# چاه انجیر (ارزوئیه)
چاه انجیر (بافت)، منطقه ای از توابع بخش مرکزی شهرستان بافت در استان کرمان ایران است.این منطقه دارای چند باغ بزرگ، قنات، طبیعت زیبا و دست نخورده وتاریخچه ای قدیمی می باشدفاصله این منطقه تا مرکز شهرستان بافت ۹۵ کیلومتر وتا مرکز استان کرمان ۲۵۵کیلومتر است.

## جمعیت
این روستا در دهستان دهسرد قرار دارد و براساس سرشماری مرکز آمار ایران در سال ۱۳۸۵، جمعیت آن زیر سه خانوار بوده‌است. اما الان کسی در انجا سکونت ندارد

## طبیعت
چاه انجیر داری باغ های فراوان و بزرگ مناطق کوهستانی ودشتی است اب و هوای این منطقه تابستان تقریبا گرم و زمستان های سرد دارد زیبایی طبیعی چاه انجیر در فصل بهار به اوج خود میرسد.

## قنات
قنات بزرگ و تاریخی چاه انجیر پس از سال های خشک سالی و عدم رسیدگی همچنان داری اب است 
اب این قنات قابل شرب است.

## عکاسی
طبعیت منحصر به فرد و غروب آفتاب مناظر کم نظیری برای عکاسی هستند.